# Kalle Grundel
Karl-Erik "Kalle" Grundel (Stockholm, 2 oktober 1948) is een Zweeds voormalig rallyrijder.

## Carrière
Kalle Grundel debuteerde in 1972 in de rallysport, en zijn eerste optreden in het Wereldkampioenschap rally kwam in het seizoen 1977 als deelnemer aan zijn thuiswedstrijd in Zweden. In de loop van de jaren tachtig begon hij zich te profileren in het WK, waarin hij met een fabrieks gesteunde Groep A Volkswagen Golf GTI naar top tien resultaten toe reed. In 1985 werd hij met een Peugeot 205 Turbo 16 West-Duits rallykampioen, en maakte tevens dat jaar twee optredens in het WK-seizoen voor de fabrieksinschrijving van het Franse merk, waarmee een vijfde plaats in Finland zijn beste resultaat was.
In het seizoen 1986 werd hij naast landgenoot Stig Blomqvist een van de rijders in het Groep B project van Ford, achter het stuur van de Ford RS200. Tijdens het debuutevenement van de auto in het WK Rally, in Zweden, wist Grundel hier een bemoedigende derde plaats mee te bemachtigen, wat de boeken in zou gaan als het beste resultaat van de auto in het WK. Ook maakte hij een eenmalig optreden voor het team van Lancia, in Finland, datzelfde jaar. Na een minder succesvol programma met Ford in het seizoen 1987, kwam Grundel nog maar enkel in actie in het WK. In de jaren erna reed hij op nationaal niveau niet zonder verdiensten nog rond, waaronder in het Brits en Duits rallykampioenschap met een Peugeot 309 GTI.
Nog voor zijn carrière als rallyrijder was Grundel een piloot bij de Zweedse luchtmacht. Tegenwoordig is hij een rijinstructeur in Stockholm.

## Complete resultaten in het Wereldkampioenschap rally
| Gedetailleerde resultaten | Gedetailleerde resultaten              | Gedetailleerde resultaten | Gedetailleerde resultaten | Gedetailleerde resultaten         | Gedetailleerde resultaten | Gedetailleerde resultaten | Gedetailleerde resultaten | Gedetailleerde resultaten | Gedetailleerde resultaten |
| Seizoen                   | Rally                                  | Navigator                 | Nr.                       | Inschrijving                      | Auto                      | Gr.                       | Pos.                      | Punten                    | Pos. in WK                |
| ------------------------- | -------------------------------------- | ------------------------- | ------------------------- | --------------------------------- | ------------------------- | ------------------------- | ------------------------- | ------------------------- | ------------------------- |
| 1977                      | 27th International Swedish Rally       | Leif Lindberg             | 23                        | Kalle Grundel                     | Saab 99 EMS               | 4                         | NF                        | -                         | -                         |
| 1977                      | 33rd Lombard RAC Rally                 | Tommy Andersson           | 117                       | Kalle Grundel                     | Saab 99 EMS               | 2                         | 32                        | -                         | -                         |
| 1979                      | 29th International Swedish Rally       | Leif Lindberg             |                           | Kalle Grundel                     | Saab 96 V4                | 2                         | NF                        | 0                         | -                         |
| 1980                      | 30th International Swedish Rally       | Leif Lindberg             | 58                        | Kalle Grundel                     | Saab 96 V4                | 2                         | NF                        | 0                         | -                         |
| 1980                      | 36th Lombard RAC Rally                 | Lennart Söderberg         | 60                        | Kalle Grundel                     | Saab 99 Turbo             | 2                         | NF                        | 0                         | -                         |
| 1981                      | 31st International Swedish Rally       | Leif Lindberg             | 25                        | Kalle Grundel                     | Saab 99 Turbo             | 2                         | NF                        | 0                         | -                         |
| 1982                      | 32nd International Swedish Rally       | Rolf Melleroth            | 37                        | Kalle Grundel                     | Volkswagen Golf GTI       | 2                         | 8                         | 3                         | 50                        |
| 1983                      | 33rd International Swedish Rally       | Rolf Melleroth            | 11                        | Volkswagen Motorsport Team Sweden | Volkswagen Golf GTI       | A                         | 5                         | 11                        | 16                        |
| 1983                      | 39th Lombard RAC Rally                 | Reinhard Michel           | 19                        | Volkswagen Motorsport             | Volkswagen Golf GTI       | A                         | 8                         | 11                        | 16                        |
| 1984                      | 52ème Rallye Automobile de Monte-Carlo | Peter Diekmann            | 17                        | Volkswagen Motorsport             | Volkswagen Golf GTI       | A                         | 9                         | 12                        | 18                        |
| 1984                      | 33rd International Swedish Rally       | Peter Diekmann            | 8                         | Volkswagen Motorsport             | Volkswagen Golf GTI       | A                         | NF                        | 12                        | 18                        |
| 1984                      | 18º Rallye de Portugal Vinho do Porto  | Peter Diekmann            | 17                        | Volkswagen Motorsport             | Volkswagen Golf GTI       | A                         | 7                         | 12                        | 18                        |
| 1984                      | 28ème Tour de Corse - Rallye de France | Peter Diekmann            | 17                        | Volkswagen Motorsport             | Volkswagen Golf GTI       | A                         | 13                        | 12                        | 18                        |
| 1984                      | 32nd Acropolis Rally                   | Peter Diekmann            | 23                        | Volkswagen Motorsport             | Volkswagen Golf GTI       | A                         | NF                        | 12                        | 18                        |
| 1984                      | 34th 1000 Lakes Rally                  | Peter Diekmann            | 20                        | Volkswagen Motorsport             | Volkswagen Golf GTI       | A                         | NF                        | 12                        | 18                        |
| 1984                      | 26º Rallye Sanremo                     | Peter Diekmann            | 16                        | Volkswagen Motorsport             | Volkswagen Golf GTI       | A                         | 6                         | 12                        | 18                        |
| 1984                      | 40th Lombard RAC Rally                 | Peter Diekmann            | 20                        | Volkswagen Motorsport             | Volkswagen Golf GTI       | A                         | NF                        | 12                        | 18                        |
| 1985                      | 35th 1000 Lakes Rally                  | Peter Diekmann            | 1                         | Peugeot Talbot Sport              | Peugeot 205 Turbo 16 E2   | B                         | 5                         | 8                         | 30                        |
| 1985                      | 41st Lombard RAC Rally                 | Terry Harryman            | 12                        | Peugeot Talbot Sport              | Peugeot 205 Turbo 16 E2   | B                         | NF                        | 8                         | 30                        |
| 1986                      | 36th International Swedish Rally       | Benny Melander            | 8                         | Ford Motor Co Ltd.                | Ford RS200                | B                         | 3                         | 26                        | 9                         |
| 1986                      | 18º Rallye de Portugal Vinho do Porto  | Benny Melander            | 10                        | Ford Motor Co Ltd.                | Ford RS200                | B                         | NF                        | 26                        | 9                         |
| 1986                      | 34th Acropolis Rally                   | Benny Melander            | 6                         | Ford Motor Co Ltd.                | Ford RS200                | B                         | NF                        | 26                        | 9                         |
| 1986                      | 36th 1000 Lakes Rally                  | Benny Melander            | 4                         | Lancia Martini                    | Lancia Delta S4           | B                         | 6                         | 26                        | 9                         |
| 1986                      | 42nd Lombard RAC Rally                 | Benny Melander            | 6                         | Ford Motor Co Ltd.                | Ford RS200                | B                         | 5                         | 26                        | 9                         |
| 1987                      | 55ème Rallye Automobile de Monte-Carlo | Terry Harryman            | 10                        | Ford Motor Co Ltd.                | Ford Sierra RS Cosworth   | A                         | 92NF                      | 0                         | -                         |
| 1987                      | 37th International Swedish Rally       | Terry Harryman            | 5                         | Ford Motor Co Ltd.                | Ford Sierra XR 4x4        | A                         | NF                        | 0                         | -                         |
| 1987                      | 31ème Tour de Corse - Rallye de France | Terry Harryman            | 7                         | Ford Motor Co Ltd.                | Ford Sierra RS Cosworth   | A                         | NF                        | 0                         | -                         |
| 1987                      | 43rd Lombard RAC Rally                 | Benny Melander            | 9                         | Peugeot Talbot Sport              | Peugeot 205 GTI           | A                         | NF                        | 0                         | -                         |
| 1988                      | 38th International Swedish Rally       | Christian Bodén           | 12                        | Rallysport Sweden                 | Mazda 323 4WD             | A                         | NF                        | 1                         | 90                        |
| 1988                      | 44th Lombard RAC Rally                 | Johnny Johansson          | 29                        | Peugeot Talbot Sport              | Peugeot 309 GTI           | A                         | 10                        | 1                         | 90                        |

| Seizoen | Inschrijving                      | Auto                    | 1        | 2      | 3      | 4   | 5      | 6      | 7   | 8   | 9      | 10    | 11     | 12     | 13     | Pos. | Punten |
| ------- | --------------------------------- | ----------------------- | -------- | ------ | ------ | --- | ------ | ------ | --- | --- | ------ | ----- | ------ | ------ | ------ | ---- | ------ |
| 1977    | Karl-Erik Grundel                 | Saab 99 EMS             | MON      | ZWE NF | POR    | KEN | NZL    | GRI    | FIN | CAN | ITA    | FRA   | GBR 32 |        |        | -    | -      |
| 1979    | Karl-Erik Grundel                 | Saab 96 V4              | MON      | ZWE NF | POR    | KEN | GRI    | NZL    | FIN | CAN | ITA    | FRA   | GBR    | IVK    |        | -    | 0      |
| 1980    | Karl-Erik Grundel                 | Saab 96 V4              | MON      | ZWE NF | POR    | KEN | GRI    | ARG    | FIN | NZL | ITA    | FRA   |        |        |        | -    | 0      |
| 1980    | Karl-Erik Grundel                 | Saab 99 Turbo           |          |        |        |     |        |        |     |     |        |       | GBR NF | IVK    |        | -    | 0      |
| 1981    | Karl-Erik Grundel                 | Saab 99 Turbo           | MON      | ZWE NF | POR    | KEN | FRA    | GRI    | ARG | BRA | FIN    | ITA   | IVK    | GBR    |        | -    | 0      |
| 1982    | Karl-Erik Grundel                 | Volkswagen Golf GTI     | MON      | ZWE 8  | POR    | KEN | FRA    | GRI    | NZL | BRA | FIN    | ITA   | IVK    | GBR    |        | 50   | 3      |
| 1983    | Volkswagen Motorsport Team Sweden | Volkswagen Golf GTI     | MON      | ZWE 5  | POR    | KEN | FRA    | GRI    | NZL | ARG | FIN    | ITA   | IVK    |        |        | 16   | 11     |
| 1983    | Volkswagen Motorsport             | Volkswagen Golf GTI     |          |        |        |     |        |        |     |     |        |       |        | GBR 8  |        | 16   | 11     |
| 1984    | Volkswagen Motorsport             | Volkswagen Golf GTI     | MON 9    | ZWE NF | POR 7  | KEN | FRA 13 | GRI NF | NZL | ARG | FIN NF | ITA 6 | IVK    | GBR NF |        | 18   | 12     |
| 1985    | Peugeot Talbot Sport              | Peugeot 205 Turbo 16 E2 | MON      | ZWE    | POR    | KEN | FRA    | GRI    | NZL | ARG | FIN 5  | ITA   | IVK    | GBR NF |        | 30   | 8      |
| 1986    | Ford Motor Co Ltd.                | Ford RS200              | MON      | ZWE 3  | POR NF | KEN | FRA    | GRI NF | NZL | ARG |        |       |        | GBR 5  | VST    | 9    | 26     |
| 1986    | Lancia Martini                    | Lancia Delta S4         |          |        |        |     |        |        |     |     | FIN 6  | IVK   | ITA    |        |        | 9    | 26     |
| 1987    | Ford Motor Co Ltd.                | Ford Sierra RS Cosworth | MON 92NF |        | POR    | KEN | FRA NF | GRI    | VST | NZL | ARG    | FIN   | IVK    | ITA    |        | -    | 0      |
| 1987    | Ford Motor Co Ltd.                | Ford Sierra XR 4x4      |          | ZWE NF |        |     |        |        |     |     |        |       |        |        |        | -    | 0      |
| 1987    | Peugeot Talbot Sport              | Peugeot 205 GTI         |          |        |        |     |        |        |     |     |        |       |        |        | GBR NF | -    | 0      |
| 1988    | Rallysport Sweden                 | Mazda 323 4WD           | MON      | ZWE NF | POR    | KEN | FRA    | GRI    | VST | NZL | ARG    | FIN   | IVK    | ITA    |        | 90   | 1      |
| 1988    | Peugeot Talbot Sport              | Peugeot 309 GTI         |          |        |        |     |        |        |     |     |        |       |        |        | GBR 10 | 90   | 1      |

##### Noot
- Het concept van het Wereldkampioenschap rally tussen 1973 en 1976, hield in dat er enkel een kampioenschap open stond voor constructeurs.
- In de seizoenen 1977 en 1978 werd de FIA Cup for Drivers georganiseerd. Hierin meegerekend alle WK-evenementen, plus tien evenementen buiten het WK om.